# 色素失調症
色素失調症（英語：Incontinentia pigmenti）是一種遺傳病，其會導致外胚層發育異常，引起皮膚色素受干擾，使皮膚表面出現螺旋樣等圖案。
此遺傳病的發生率約為4萬分之1。
遺傳方面，其遺傳方式為X染色體性聯顯性遺傳疾病，致病基因位於X染色體的長臂(Xq28)上，又稱NEMO基因。患者大多數於出生前已死亡。